# Phoebe Kanyange
Phoebe Kanyange é uma política ruandesa, atualmente membro da Câmara dos Deputados no Parlamento do Ruanda. Em setembro de 2016, substituiu Christine Mukabunani como porta-voz do Fórum Consultivo Nacional de Organizações Políticas.